# ابواسحاق بغوی
ابواسحاق، ابراهیم بَغَوی (۱۰۷۷ - اوت ۱۱۵۳م) (نسب: ابراهیم بن محمد بن ابراهیم حَمَوی بَغَوی) محدث و صوفی ایرانی خراسانی در نیمهٔ اول سدهٔ ششم هجری بود. زادگاهش بغشور، روستایی میان میان سرخس و هرات بوده است. ابوسعد سمعانی او را را «شیخی نیکوکار، پاکدامن، خوش‌سیما، بس‌پرستنده، از صوفیان رباط استاد ابونصر بغوی «ذکر کرده است. از ابوالعباس دلال رازی حدیث فراگرفت. سمعانی یادکرده است که پیکر مردهٔ او را در راهِ زادگاهش، بغشور در جمای‌الاول سال ۵۴۸ق/ اوت ۱۱۵۳م دیده است، پس آنکه بارها او را زنده در ترس از حملات غُزان دیده است.